# 1144

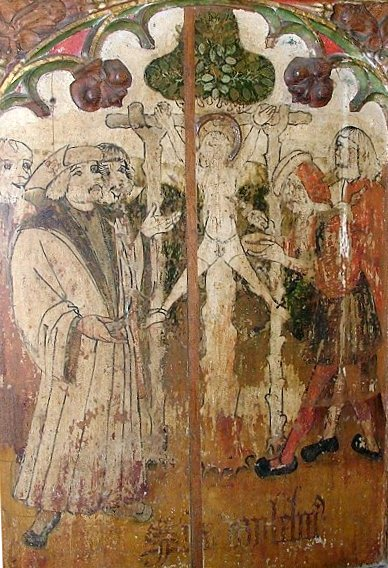
(vermeend) martelaarschap van William van Norwich

Het jaar 1144 is het 44e jaar in de 12e eeuw volgens de christelijke jaartelling.

## Gebeurtenissen
- 28 november-24 december - Beleg van Edessa: Zengi belegert Edessa en neemt het in.
  - 26 december: Zengi neemt ook de citadel van Edessa in. Het graafschap Edessa valt in handen van de Seldjoeken.
- Godfried V van Anjou, de echtgenoot van Mathilde van Engeland, heeft vrijwel geheel Normandië onder zijn gezag en roept zich uit tot hertog.
- 9 januari - Paus Celestinus II vaardigt de bul Milites Templi uit. De Tempeliers krijgen bijzondere rechten om geld in te zamelen.
- 11 juni - inwijding van de nieuwe kooromgang van de basiliek van Saint-Denis.
- 12 maart - In Norwich wordt het dode lichaam van de twaalfjarige William gevonden. De bevolking beschuldigt de joden van rituele moord.
- Stichting van de abdij van Sint-Quirinus in Vermand.
- Het kruisvaarderskasteel Ibelin wordt gebouwd.
- 24 juni - Garcia IV van Navarra trouwt met Urraca van Castilië.
- Voor het eerst genoemd: Broeksittard, Dölzschen, Maasbommel

## Opvolging
- Forcalquier - Bertrand I opgevolgd door zijn zoon Bertrand II
- Hasankeyf - Davud opgevolgd door Kara Arslan
- Kara-Kitan - Yelü Dashi opgevolgd door zijn zoon Yelü Yiliu onder regentschap van diens moeder Xiao Tabuyan
- Karinthië en Verona - Ulrich I opgevolgd door zijn neef Hendrik V
- Normandië - Stefanus van Engeland opgevolgd door Godfried V van Anjou
- paus (12 maart) - Celestinus II opgevolgd door Gerhardo Caccianameci dal Orso als Lucius II
- Perche - Rotrud III opgevolgd door zijn zoon Rotrud IV
- Provence - Berengarius Raymond opgevolgd door zijn zoon Raymond Berengarius III onder regentschap van diens oom Ramon Berenguer IV van Barcelona
- bisdom Sées - Johannes van Neuville opgevolgd door Gerard II

## Geboren
- Bohemund III, prins van Antiochië (1163-1201)

## Overleden
- januari - Rotrud III, graaf van Perche
- 8 maart - Celestinus II, paus (1143-1144)
- 22 maart - William van Norwich (12), Engels heilige
- 27 april - Siegfried IV, graaf van Boyneburg
- 23 mei - Petronilla van Lotharingen (~62), echtgenote van Floris II van Holland
- 27 juli - Salomea van Berg-Schelklingen, echtgenote van Bolesław III van Polen
- Berengarius Raymond (~30), graaf van Provence
- Bertrand I, graaf van Forcalquier
- Chökyi Gyalpo (~75), Tibetaans tantrisch meester
- Matheos van Edessa, Armeens historicus
- Ulrich I, hertog van Karinthië en markgraaf van Verona (1135-1144)
- Yelü Dashi, kan van de Kara-Kitan (1124-1144)